# Thomas Pohlack
Thomas Pohlack (* 27. Januar 1955 in Jena; † 3. Januar 2021) war ein deutscher Architekt und Kommunalpolitiker (CDU). Von 1993 bis 2004 war er Oberbürgermeister von Meißen.

## Leben
Thomas Pohlack studierte Architektur in Dresden. Er kam 1985 als Leiter des Stadtplanungsamtes nach Meißen und war bis 1993 als Baudezernent der Stadt tätig. Dabei setzte er sich insbesondere für die Sanierung der historischen Meißener Altstadt ein. Pohlack amtierte von 1993 bis 2004 als Oberbürgermeister von Meißen. Anschließend wechselte er nach Halle (Saale), wo er von 2004 bis 2011 als Beigeordneter für Planen und Bau amtierte und von 2008 bis zu seinem Amtsende 2011 zusätzlich die Vertretung des Oberbürgermeisters – als Bürgermeister – wahrnahm.